# Portique de détection
Pour les articles homonymes, voir portique.

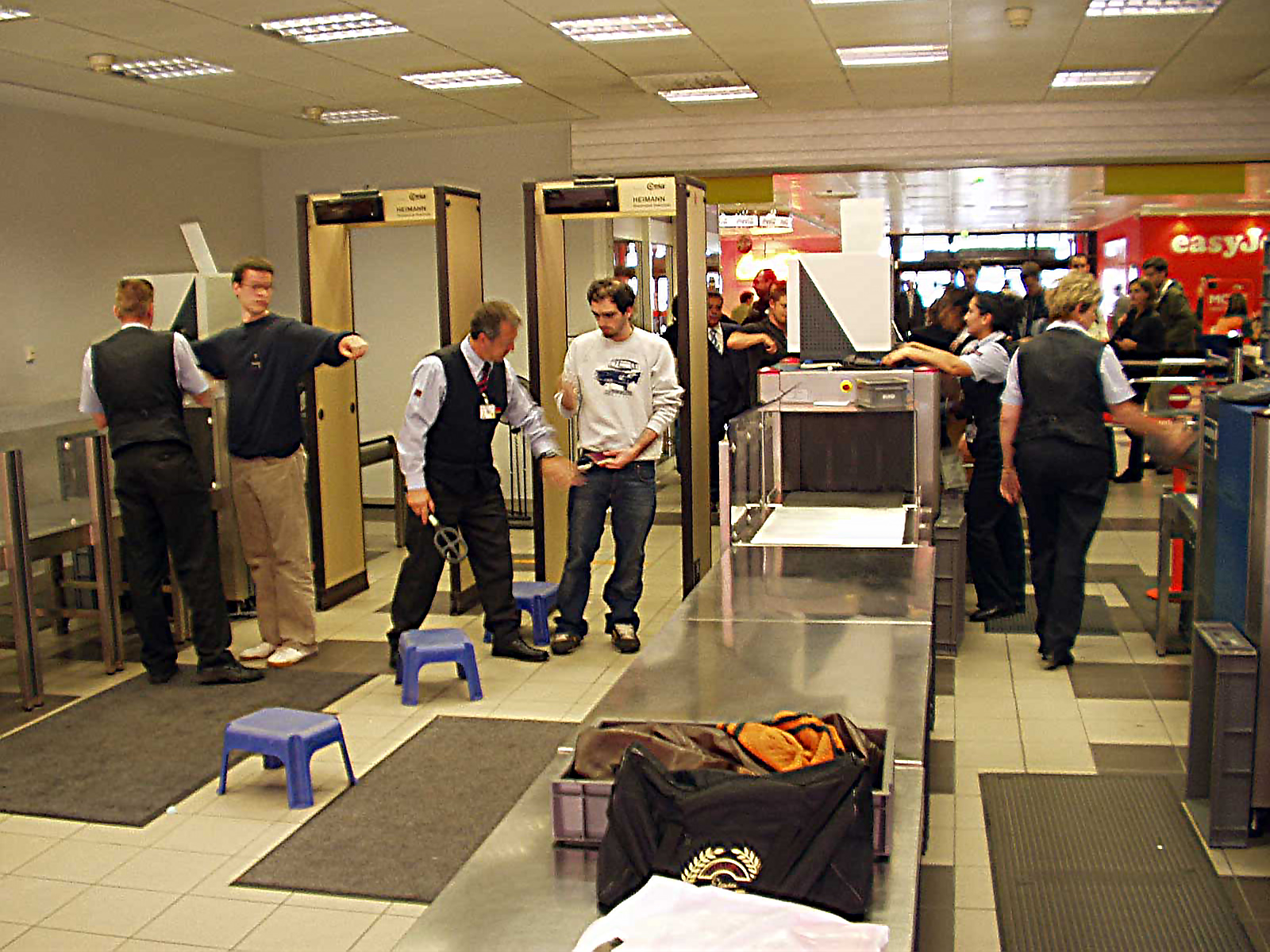
Portique de détection à l'aéroport de Berlin-Schönefeld (2005).

Un portique de détection (ou portique de sécurité) est un cadre muni d'un dispositif de détection. Il est placé à un point d'entrée qui constitue un passage obligé pour les piétons, les véhicules ou les bagages, par exemple dans les aéroports ou les prisons.
Cet équipement de surveillance et de sécurité a diverses applications : 
- portique de détection magnétique placé à l'entrée de certains lieux publics pour contrôler que les personnes ne transportent pas d'armes en métal, ou des substances illicites ;
- portique de sécurité aux rayons X pour la vérification du contenu des bagages (explosifs en particulier) ;
- portique de détection d'une source de radioactivité à bord d'un véhicule pénétrant dans un site protégé ;
- portique de détection d'une source de chaleur anormale à bord d'un véhicule à l'entrée d'un tunnel.

## Portique magnétique

### Principe de fonctionnement
Dans le portique de type magnétique est généré un champ électromagnétique. Tout objet métallique (donc conducteur d'électricité) qui s'y trouve provoque une déformation de ce champ, par effet des courants de Foucault. Des capteurs situés sur le portique détectent ces déformations, et si elles dépassent un seuil fixé, déclenchent une sonnerie. Les portiques de haute sensibilité sont capables de détecter de très faibles quantité de métal.

### Cas d'utilisation
Les portiques de sécurité sont utilisés dans les aéroports et les prisons. Leur usage été étendu à l'entrée de certains bâtiments sensibles comme les tribunaux. Les lignes ferroviaires comme Eurostar ou Thalys en sont équipées, cette dernière depuis fin 2015,.

## Portique aux rayons X
Le contrôle des bagages est le plus souvent effectué par des équipements aux rayons X qui permettent de « voir » l'intérieur d'un colis, d'une valise ou d'un container. Les colis suspects sont passés au tomographe qui permet d'avoir une vision plus précise du contenu,.

## Portique de détection de radioactivité
Il existe des portiques destinés à la détection de la radioactivité, comme celui mis en place afin d'assurer la protection du tunnel sous la Manche, qui détecte la radioactivité dans les véhicules, avec identification par vidéosurveillance.